# جان پل جونز (فیلم)
جان پل جونز (انگلیسی: John Paul Jones) فیلمی در ژانر زندگینامه‌ای به کارگردانی جان فارو است که در سال ۱۹۵۹ منتشر شد.

## بازیگران
- رابرت استاک
- بت دیویس
- ماریسا پاوان
- پیتر کوشینگ
- چارلز کوبرن
- مکدونالد کری
- ژان-پیر آمون
- توماس گومز
- جان کراوفورد
- بروس کابوت
- میا فارو
- مک‌دانلد پارک
- میچل کوال
- آنتونیو مایانس